# 김영만 (농구인)
김영만(金榮樠, 1972년 3월 5일 ~)은 대한민국의 전 농구 선수이자, 전 KBL 창원 LG 세이커스의 코치이다. 마산고-중앙대-모비스-LG-KCC를 거쳤다. 공격과 수비 모두 겸비한 양수겸장의 포워드였으며 문경은, 추승균, 우지원 등 같은 포지션의 선수들의 천적으로, KBL 역대 최고의 스몰포워드로 인정받고 있다.현 WKBL 경기운영부장

## 선수 경력
- 1995년 ~ 2002년 : 부산 기아 엔터프라이즈/울산 모비스 피버스
- 2002년 ~ 2002년 : 서울 SK 나이츠
- 2002년 ~ 2006년 : 창원 LG 세이커스
- 2006년 ~ 2006년 : 원주 동부 프로미
- 2006년 ~ 2007년 : 전주 KCC 이지스

## 코치 경력
- 2007년 ~ 2008년 : 중앙대학교 농구부 코치
- 2008년 : 청주 KB국민은행 스타즈 코치
- 2010년 ~ 2014년 : 원주 동부 프로미 수석코치
- 2017년 ~ 2020년 : 창원 LG 세이커스 수석코치

## 감독 경력
- 2008년 ~ 2009년 : KB 세이버스 감독 대행
- 2013년, 2014년 : 원주 동부 프로미 감독 대행
- 2014년 ~ 2017년 : 원주 동부 프로미 감독